# Décennie 1910 en arts plastiques
Chronologie des arts plastiques
Années 1900 - Années 1910 - Années 1920
Cet article concerne les années 1910 en arts plastiques.

## Événements
- 18 mars-1er mai 1910 : Salon des indépendants ; Alexandre Archipenko y expose[1]. Un tableau signé Joachim Raphaël Boronali intitulé Et le soleil s'endormit sur l'Adriatique fait sensation. Elle est en réalité l’œuvre de Lolo, l’âne du Lapin Agile, accompagnée d'un Manifeste de l'excessivisme rédigé par le critique Roland Dorgelès, qui parodie le Manifeste du futurisme de 1909[2].
- 1910 : le peintre d'origine russe Vassily Kandinsky exécute sa première œuvre abstraite, date historique de l'avènement de l'art abstrait[3].

- Décembre 1910-janvier 1911 : première exposition à Moscou du groupe de peintres le Valet de Carreau[4].

- 28 mars 1911-25 avril 1911 : première exposition monographique de Picasso à la Photo-Secession Gallery, future Galerie 291, à New York[5].
- 21 avril 1911-13 juin 1911 : vingt-septième Salon des indépendants, première manifestations d'ensemble importante du cubisme, malgré l'absence de  Georges Braque et Pablo Picasso ; les œuvres des peintres cubistes sont regroupées salle 41 (Groupe de Puteaux)[6].
- Mai 1911 : Chagall arrive à Paris[7].
- Décembre 1911 : publication de l'ouvrage de Vassily Kandinsky Du spirituel dans l'art et dans la peinture en particulier[8].

- Janvier 1912 : Piet Mondrian est à Paris, avenue du Maine[9].
- 11 mars 1912 : exposition de la Queue d’âne organisée par Michel Larionov à Moscou[10] (Kasimir Malevitch, Tatline).
- 28 mai 1912-8 juin 1912 :  exposition Galerie Bernheim à Paris de 29 toiles de Monet représentant des vues de  Venise[11].
- Mai 1912 : Le Cavalier bleu, almanach conçu par Vassily Kandinsky, Franz Marc et August Macke, est publié à Munich[12].

- 10 octobre 1912-30 octobre 1912 : exposition de la Section d'or cubiste en marge du Salon d'Automne[13] (Albert Gleizes, Francis Picabia, Jean Metzinger, Fernand Léger) à Paris.
- Octobre 1912 : première exposition personnelle de Kandinsky galerie Der Sturm à Berlin[14].

- 24 mars 1913-7 avril 1913 : exposition de « La Cible » à Moscou. En juillet 1913 est publié le manifeste des Rayonnistes et Aveniriens, rédigé par Larionov et Gontcharova[15].
- 20 septembre 1913-1er décembre 1913 : premier Salon d'automne allemand à Berlin ; 90 artistes, dont 65 étrangers, exposent 366 œuvres[16].

- 12 mars 1914-4 avril 1914 : première exposition de Brancusi à New York à la galerie d'Alfred Stieglitz[17].
- 21 avril-6 mai 1914 : exposition de Diego Rivera galerie Berthe Weill à Paris[18].
- Juin-juillet 1914 : première exposition particulière de Chagall, organisée à Berlin par Herwarth Walden à la Galerie Der Sturm[19].
- 9 décembre 1914-9 janvier 1915 : Georges Braque et Pablo Picasso exposent à New York à la galerie 291[20].
- 31 décembre 1914-31 janvier 1915 : exposition d’Egon Schiele à la galerie Arnot à Vienne[21].

- 12 janvier-26 janvier 1915 : exposition de Picabia à la Galerie 291 à New York[22].
- 20 janvier 1915-27 février 1915 : succès de l'exposition Matisse organisée par Walter Pach à la galerie Montross à New York[23],[24].
- 16 mars 1915 (3 mars du calendrier julien) :  exposition futuriste de Tramway V organisée  à Petrograd par Jean Pougny et son épouse Ksenia Bogouslavskaia[25].
- Mars 1915 : 291, revue artistique et littéraire fondée par Alfred Stieglitz à New York[26].

- 15 juin 1915 : Marcel Duchamp débarque à New York[27].
- 7 octobre 1915 : inauguration à New York de la Modern Gallery de Marius de Zayas[28].
- 19 décembre 1915 : ouverture de l'Exposition 0,10, organisée à Petrograd par Jean Pougny, qui présente le tableau Carré noir sur fond blanc de Kasimir Malevitch ; l’événement introduit le Suprématisme[29].

- 28 décembre 1915-15 janvier 1916 : exposition Galerie Bernheim-Jeune à Paris au profit des artistes polonais victimes de la guerre[30].

- 8 février 1916 : naissance du mouvement Dada à Zurich. Le nom aurait été choisi par hasard dans le dictionnaire Larousse par le poète roumain Tristan Tzara lors de l’inauguration du Cabaret Voltaire[31].
- 1er avril 1916 : Rodin fait don à l’État de l’ensemble de son œuvre[32].
- 14 juillet 1916 : lecture du Manifeste de Monsieur Antipyrine écrit par Hugo Ball à la première soirée Dada à la salle Waag à Zurich[33].

- 15 octobre-21 octobre 1916 : exposition André Derain à la galerie Paul Guillaume à Paris[34].

- Janvier 1917 : 391, revue Dada fondée par Picabia à Barcelone[35].
- 17 mars 1917 : ouverture de la galerie Dada, dans la maison du chocolatier Sprüngli à Zurich, la Galerie Hans Corray, rebaptisée le 23 mars[36].
- 9 avril 1917 :  Marcel Duchamp présente à la Society of Independent Artists à New York un urinoir inversé signé et daté « R. Mutt, 1917 », avec le titre Fontaine. Le conseil d’administration refuse l’œuvre, ce qui est contraire aux principes de la société, selon lesquels il n'y a « ni jury, ni récompense ». Duchamp et Arensberg démissionnent du comité directeur de la société[37].

- 1er juin 1917 : première exposition personnelle de Foujita galerie Chéron à Paris[38].
- Octobre 1917 : premier numéro de la revue De Stijl, organe du mouvement artistique éponyme fondé à Leyde par Theo van Doesburg ; Piet Mondrian y publie ses essais La Nouvelle Plastique (1917-1918) , Le Défini et l'Indéfini et Réalité naturelle et réalité abstraite (1919-1920) qui définissent son système de représentation[39]. Ils sont édités en volume en 1920 sous le titre Le Néoplasticisme[40].
- 3 décembre-30 décembre 1917 : exposition personnelle Modigliani galerie Berthe Weill à Paris. La police intervient et fait décrocher cinq nus pour outrage aux bonnes mœurs[41].

- 23 janvier 1918-15 février 1918 : exposition Matisse et Picasso galerie Paul Guillaume à Paris[42].
- 12 septembre 1918 : Chagall reçoit le mandat de « responsable des affaires artistiques de la province de Vitebsk »[43]. Il prend la direction artistique de l'École artistique de Vitebsk, ouverte officiellement le 28 janvier 1919[44].

- Septembre 1918 : L'Art nouveau (Die neue Kunst), exposition Dada au Kunstsalon Wolfsberg (de) à Zurich, avec Hans Arp, Marcel Janco, Otto Morach et Hans Richter[45].

- Février 1919 : exposition Vlaminck Galerie Druet à Paris[46].
- 5 avril-30 avril 1919 : première exposition personnelle de Juan Gris à la Galerie de L'Effort moderne à Paris[47].
- 29 avril 1919-24 mai 1919 : exposition Arden Gallery à New York sur « l’évolution de l’art français » avec Marcel Duchamp et Francis Picabia, organisée par Marius de Zayas[48].
- 24 mai 1919 : première exposition de peinture et de sculpture Dada à Berlin à la Meistersaal (en)[49].
- 7 juin 1919 : exposition Max Beckmann à Francfort[50].
- 4 août 1919 : inauguration du Musée Rodin[51].

## Réalisations
- 1910 :
  - Ambroise Vollard, portrait de la phase cubiste analytique de Picasso[52].
  - Violon et Bougie de Georges Braque.
  - Autoportrait au chapeau blanc, de Renoir.
  - Le Rêve, toile du douanier Rousseau.
  - Course de taureaux, de Piotr Kontchalovski.
  - Improvisation XIV et Sans titre, de Kandinsky.

- 1911 : Le Portugais, toile de Braque.

- Septembre 1912 : Compotier, bouteille et verre, premier « papier collé », de Georges Braque, procédé repris par Picasso[53].
- 1912 : l'artiste Dada français Marcel Duchamp peint Nu descendant un escalier (N°2).

- 1913 :
  - Carré noir sur fond blanc, peinture de Kasimir Malevitch.
  - Roue de bicyclette, premier ready-made, de Marcel Duchamp.
  - Composition XIV, tableau de Piet Mondrian.
  - La Fiancée du vent, toile expressionniste d’Oskar Kokoschka[54].
- 1914 :
  - Bouteille, relief de Vladimir Tatline.
  - Composition n°IV / Composition 6, tableau de Piet Mondrian.
- 1917 :  Fontaine, Marcel Duchamp.

- 1918 :
  - Chaise Rouge et bleue de Gerrit Rietveld[55].
  - le peintre français Fernand Léger peint Le Mécanicien.